# Diplotaxis rufipes
Diplotaxis rufipes är en skalbaggsart som beskrevs av Moser 1921. Diplotaxis rufipes ingår i släktet Diplotaxis och familjen Melolonthidae. Inga underarter finns listade i Catalogue of Life.